# Habitatge amb façana de l'any 1930 (Tona)
L'Habitatge amb façana de l'any 1930 és una obra de Tona (Osona) inclosa a l'Inventari del Patrimoni Arquitectònic de Catalunya.

## Descripció
Casa de mitjanes dimensions amb teulada a dues vessants i aiguavés a la façana principal.
Es poden apreciar dues parts originals, la planta baixa i el primer pis, i una ampliació posterior al segon pis.
Totes les obertures tenen un arc molt rebaixat quasi horitzontal i a sobre unes formes geomètriques decoratives amb color més clar. En el primer pis hi ha una balconada amb ferro forjat i motius molt simples.
El més destacable és la simplicitat i la perfecta harmonia.